# Magnesionigerita-2N1S
La magnesionigerita-2N1S és un mineral de la classe dels òxids, que pertany al grup de la nigerita. Va ser descrita originalment com pengzhizhongite-6H,sent rebatejada el 2002 segons la nova nomenclatura del grup de la nigerita.

## Característiques
La magnesionigerita-2N1S és un òxid de fórmula química (Mg‚Al‚Zn)₂(Al‚Sn)₆O₁₁(OH). Cristal·litza en el sistema trigonal. La seva duresa a l'escala de Mohs és 8.
Segons la classificació de Nickel-Strunz, la magnesionigerita-2N1S pertany a «04.FC: Hidròxids (sense V o U), amb OH, sense H₂O; octaedres que comparetixen angles» juntament amb els següents minerals: bernalita, dzhalindita, söhngeïta, burtita, mushistonita, natanita, schoenfliesita, vismirnovita, wickmanita, jeanbandyita, mopungita, stottita, tetrawickmanita, ferronigerita-2N1S, magnesionigerita-6N6S, ferronigerita-6N6S, zinconigerita-2N1S, zinconigerita-6N6S, magnesiotaaffeïta-6N'3S i magnesiotaaffeïta-2N'2S.

## Formació i jaciments
Va ser descoberta al districte miner de Baiwu, dins el comtat d'Anhua, a Yiyang (Hunan, República Popular de la Xina), tractant-se de l'únic indret de tot el planeta on ha estat descrita aquesta espècie mineral.